# Сюлейман Челеби
Сюлейман Челеби е вторият син на султан Баязид I (1389 – 1403), наследил европейските владения на Османската империя (1402 – 1411) след злополучната за османците битка при Ангора.
Разгромът на султан Баязид I в Анкарската битка прекъсва периода на разрастване на османските владения. С подкрепата на Тимур завладените от османците бейлици Гермиян, Сарухан, Айдън, Ментеше и Караман връщат самостоятелността си, а предишните им владетели се връщат на власт. Обсадата на Константинопол е прекратена и византийците си връщат някои владения, главно на Балканите.
За разлика от брат си Муса Челеби, Сюлейман е спасен от плен при Тимур. Първоначално след битката се установява в Бурса и се опитва да организира съпротива срещу Тимур, но претърпява поражение, след което в края на август се прехвърля на Балканите и пребивава в османската столица Одрин. Междувременно в продължение на година и половина Тимур разграбва западните части на Мала Азия и много жители на региона се спасяват в Константинопол или се прехвърлят на Балканите при Сюлейман Челеби.
През есента на 1402 година Сюлейман взема страната на Вук Лазаревич и Георги Бранкович в спора им за Косовското и Моравското наследство срещу Стефан Лазаревич, изпращайки военни контингенти в тяхна подкрепа. Конфликтите между сръбските владетели дават възможност на Сюлейман да запази османския сюзеренитет над тях, въпреки поражението при Анкара.
В началото на 1403 година Сюлейман Челеби, стремейки се да укрепи позициите си на Балканите, за да се опита да отвоюва Анадола, сключва Галиполския договор с Византия, Венеция, Генуа и хоспиталиерите. С него той се признава символично за васал на императора и му отстъпва Солун и част от крайбрежието на Мраморно и Черно море до Месемврия на север. Венецианците получават териториални отстъпки в Албания и по крайбрежието на Йонийско море. С тези отстъпки Сюлейман осигурява тила си и започва да се подготвя за поход в Мала Азия.
Използвайки войната в Анадола между своите братя Мехмед и Иса, в началото на 1404 година Сюлейман Челеби се прехвърля в Мала Азия и влиза в старата османска столица Бурса, изтласквайки Мехмед на изток. В началото на лятото той превзема Анкара, а Мехмед се укрепява в първоначалните си владения около Амасия. В началото на следващата година Мехмед прави опит за контранастъпление, но е отблъснат от Сюлейман и неговия велик везир Али Чандарлъ. След това Сюлейман прави опит да превземе караманската крепост Сиврихисар, но не постига успех и през следващите няколко години военните действия в Анадола замират.
Стефан Лазаревич междувременно се признава за васал на Сигизмунд с цел да получи подкрепата на унгарския крал в наследствения спор. През 1403/04 г. срещу Сюлейман Челеби е сформирана християнска коалиция под егидата на Сигизмунд в която участват Стефан Лазаревич, Мирчо Стари, Остоя Котроманич и Константин II Асен. През 1408 г. организира посредством Евренос бей поход срещу деспота и, притискайки Стефан досами Белград, успява да наложи решение в полза на Лазар и Георги за подялба на Моравското деспотство – Георги получава бащините си владения над Косово, а Лазар – южното Поморавие с главен град Аладжа хисар /Крушевац/ (границата между владенията на братята в този участък минава по Западна Морава), като за Стефан остава Подунавието с Белград, граничещо с Кралство Унгария, т.е. средновековните Браничевска и Белградска област.
В началото на 1409 година Сюлейман изпраща значителни сили в подкрепа на Вук Лазаревич в подновения му конфликт срещу Стефан Лазаревич. Действията на османските войски са успешни и Поморавието е разделено на две части – на север управлява Стефан, а на юг Вук с Георги Бранкович, като всички те са васали на Сюлейман Челеби.
По време на Анкарската битка Муса Челеби е пленен от Тимур, който след смъртта на Баязид го предава на бея на Гермиян, а той – на брат му Мехмед, при когото той живее като пленник. През 1409 година Мехмед се споразумява с анадолските си съюзници и влашкия войвода Мирчо Стари и изпраща Муса във Влашко. Там той се жени за дъщеря на Мирчо Стари и започва да се подготвя да нападне в гръб Сюлейман Челеби. Заплашен от Муса, през пролетта на 1410 година Сюлейман се придвижва с основните си сили на запад. Възползвайки се от това и от смъртта на Али Чандарлъ, Мехмед си връща Анкара, а след това и Бурса, като доскорошните анадолски васали на Сюлейман преминават под негова власт.
Походът на Муса започва в самия край на 1409 година, когато той преминава Дунав и известно време обсажда без успех византийската крепост Месембрия. В средата на февруари той нанася поражение при Ямбол, на част от армията на Сюлейман, командвана от Саруджа паша. През май той завзема Галиполи, като византийският император Мануил II Палеолог прави неуспешни опити да го отблъсне, а Сюлейман остава на азиатския бряг. Той все пак се прехвърля в Европа с помощта на императора и на 15 юни нанася в битка при Космидион поражение на Муса. Той трябва да бяга към Ямбол, а сръбските му съюзници се отказват от него – Вук Лазаревич преминава на страната на Сюлейман, а Стефан Лазаревич се укрива в Галата.
Малко по-късно, след като научава, че Сюлейман е изпратил Вук да завземе земите му, Стефан отново се присъединява към Муса. Хора на Муса успяват да настигнат и заловят в Пловдив Вук Лазаревич, който е обезглавен, но на 11 юли Муса отново понася поражение от Сюлейман и е принуден да бяга в земите на Стефан. През есента на 1410 година сблъсъците между Муса и Сюлейман продължават между Пловдив, Ямбол и Одрин.
През февруари Муса Челеби тръгва от Ямбол с намерение да обсади Сюлейман в Одрин. След като видни военачалници, сред които е и Евренос, преминават на страната на Муса, той превзема града, а Сюлейман е убит малко по-късно, на 17 февруари, докато се опитва да избяга в Константинопол.